# سیارک ۱۹۲۲۴
سیارک ۱۹۲۲۴ (به انگلیسی: 19224 Orosei، نامگذاری:1993RJ3) نوزده هزار و دویست و بیست و چهارمین سیارک کشف شده‌است که در ۱۵ سپتامبر ۱۹۹۳ کشف شد.
قدر مطلق سیارک برابر ۱۲٫۳ است.